# Schleudersitz

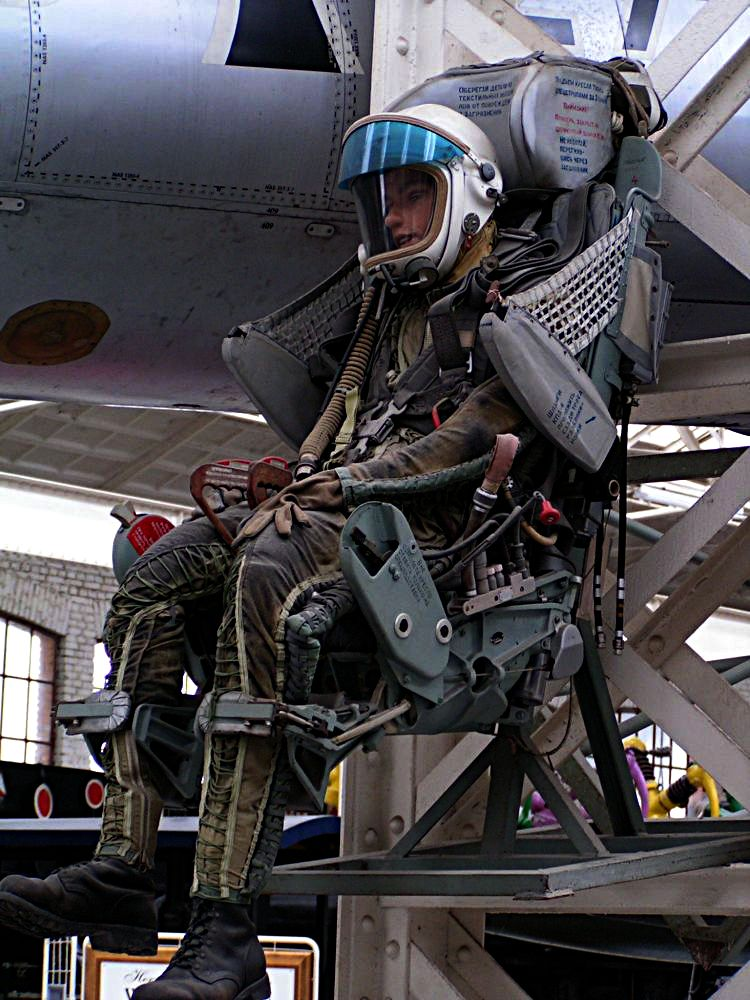
Sowjetischer Schleudersitz KM-1

Ausstieg kurz vor dem Aufschlag; der Pilot erlitt keine Verletzungen

Warnhinweis an einigen Flugzeugen

Ein Schleudersitz (auch: Katapultsitz) ist ein Notfallrettungsgerät für die Besatzung von Luftfahrzeugen, der ihr bei Bedarf ein Aussteigen ermöglichen soll, wenn (z. B. aufgrund der hohen Fluggeschwindigkeit) ein herkömmlicher Ausstieg nicht bzw. nur mit erheblichen Zusatzgefahren möglich wäre.
Schleudersitze sind hauptsächlich in Militärflugzeugen mit kleiner Besatzung (typischerweise 1 bis 2 Personen) eingebaut. In manchen Fällen werden sie auch unabhängig von Notsituationen planmäßig eingesetzt; so stieg der Kosmonaut aus sowjetischen Wostok-Raumschiffen regelmäßig mit dem Schleudersitz aus und landete mit dem Fallschirm.

## Aufbau und Konzept
Ein moderner Schleudersitz ist ein komplexes, nur für den einmaligen Gebrauch vorgesehenes System, bestehend aus dem eigentlichen Sitz, einer Sprengeinrichtung, einem Raketenantrieb, einem Stabilisierungssystem, einem Rundkappenfallschirm, einer Sauerstoffflasche für große Höhen und einer an den Einsatzort angepassten Überlebensausrüstung einschl. Funkgerät, Proviant, ggf. Schlauchboot bzw. Rettungsfloß etc.
Das Konzept sieht vor, dass sich das gesamte System nach Aktivierung (heute mit einem Raketentreibsatz, früher mit Druckluft oder Sprengstoff) mitsamt Insassen in sehr kurzer Zeit aus dem Fluggerät herauskatapultiert und sich soweit aus dem Gefahrenbereich entfernt, bis – nach Abbremsung und Lagestabilisierung – der Insasse vom System getrennt werden kann und an einem Fallschirm zu Boden sinkt. Der Schleudersitz selbst stürzt ungebremst ab und wird zerstört.
Heutige Schleudersitze funktionieren auch dann, wenn sich das Flugzeug noch am Boden befindet (sog. 0/0-Sitze; Höhe = 0 / Geschwindigkeit = 0; auch „zero/zero“ geschrieben), ja sogar unter Wasser. Sie ermöglichen ebenso einen sicheren Rettungsausstieg in sehr großen Höhen.
Die meisten Schleudersitze katapultieren sich nach oben aus dem Flugzeug; einige wenige katapultieren sich nach unten hinaus, so zum Beispiel zwei der sechs Sitze bei der B-52 Stratofortress.

## Ablauf eines Schleudersitz-Ausstiegs
Die folgende Beschreibung bezieht sich beispielhaft auf den Ausstieg mit einem Schleudersitz des Typs Martin-Baker Mk. XA. Bei anderen Modellen ist der Ablauf ähnlich, wenngleich es natürlich Detailunterschiede gibt. Der gesamte Vorgang vom Auslösen des Systems bis zur Öffnung des Hauptfallschirms dauert insgesamt etwa 2–3 Sekunden, wenn die Auslösung in Bodennähe erfolgt.
1. Der Pilot aktiviert den Mechanismus durch Ziehen an einem der Abzugsgriffe (über dem Kopf, zwischen oder neben den Beinen) und nimmt dadurch die Hände vom Steuerknüppel und dem Leistungshebel.
2. Das Dach oder die Scheibe über der Pilotenkanzel wird entfernt. Je nach Luftfahrzeugtyp gibt es dazu verschiedene Verfahren. Z. B. kann dies durch Sprengschnüre erfolgen, die in eine Silikonhülle gelegt und mit dieser auf dem Kunststoffglas des Kabinendaches aufgeklebt sind, oder es wird das Dach mittels Pneumatik abgeworfen; im Gegensatz zu früher erfolgt dies heute automatisch. Bei manchen Flugzeugtypen erfolgte der Ausschuss durch das geschlossene Dach, welches durch einen an der Oberseite des Helms angebrachten „Dorn“ das Glas durchbrochen wurde. In solchen Fällen waren die Abzugsgriffe am Kopfstück des Schleudersitzes als Splitterschutzkapuze konstruiert. Der Pilot zog diese beim Auslösen über das nur von der Sauerstoffmaske geschützte Gesicht (Regelfall).
3. Durch Gurtstraffer wird die Wirbelsäule in eine weitgehend gerade Position gebracht, und der Sitz wird durch eine „Schleudersitzkanone“ (ein Teleskoprohr mit eingebauten pyrotechnischen Munitionselementen) aus dem Flugzeugrumpf hochgeschossen. Sämtliche gebündelte Versorgungsleitungen, die den Piloten mit dem Flugzeug verbinden (PEC, Personal Equipment Connector) werden an dafür vorgesehenen Abreißkupplungen kontrolliert unterbrochen, und zwar zunächst an der Verbindungsstelle zwischen Flugzeug und Sitz und danach auch an der Verbindung zwischen Sitz und Pilot.
4. Nachdem der Sitz auf dem Rohr der Schleudersitzkanone auf eine genau definierte Höhe ausgefahren ist, wird eine Zusatz-Raketenpackung unter dem Sitz gezündet, wodurch das System weiter beschleunigt und in eine sichere Höhe bzw. Entfernung vom Flugzeug hinausgeschleudert wird. Bei mehrsitzigen Flugzeugen erfolgt der Ausschuss gestaffelt von hinten nach vorne. Um einen Zusammenstoß in der Luft zu vermeiden, wird ein Sitz nach links, der andere nach rechts katapultiert. Gleichzeitig mit dem Auslösen des Schleudersitzes werden die Verbindungs- und Kommunikationsleitungen vom Flugzeug getrennt und ein vollautomatischer Notfunksender auf 243 MHz aktiviert, um gezielte Rettungsaktionen auch dann zu ermöglichen, wenn der Pilot bewusstlos oder handlungsunfähig sein sollte. Der Sender kann auch zum Wechselsprechen mit der Bergemannschaft benutzt werden. Zugleich beginnt die Notsauerstoffversorgung zu arbeiten.
5. Ein raketengesteuertes Stabilisierungssystem sorgt mit Steuerdüsen dafür, dass unerwünschte Rotations- und Taumelbewegungen reduziert werden und der Sitz auch bei ungünstiger Flugzeuglage oder minimaler Höhe über Grund eine sichere Position einnimmt.
6. Eine barometrische (oder auch eine zeitgesteuerte) Auslösung regelt den weiteren Ablauf: Unterhalb einer definierten Höhe (meist < 5000 m) wird der Sitz vom Piloten getrennt und fällt je nach Modell entweder ungebremst oder mit einem Fallschirm ausgestattet auf den Boden. Bei der Sitz-Mann-Trennung wird mit einer kleinen Rakete zunächst der Hilfs- oder Steuerschirm (englisch drogue) aus dem Sitz herausgeschossen, welcher wiederum einen größeren Hilfsschirm oder gleich den Hauptrettungsschirm aus der Sitzpackung zieht. Ein Beschleunigungsschalter verhindert das Öffnen des Fallschirms bei Geschwindigkeiten über 400 km/h, um ein Zerreißen des Schirmes zu vermeiden. Nach der Landung steht dem Piloten eine Überlebensausrüstung zur Verfügung, die auf das jeweilige Einsatzgebiet abgestimmt ist und z. B. ein Schlauchboot enthalten kann. All dies befindet sich in einem Notausstattungsbehälter; der über eine Packhüllenleine mit dem Besatzungsmitglied verbunden ist.

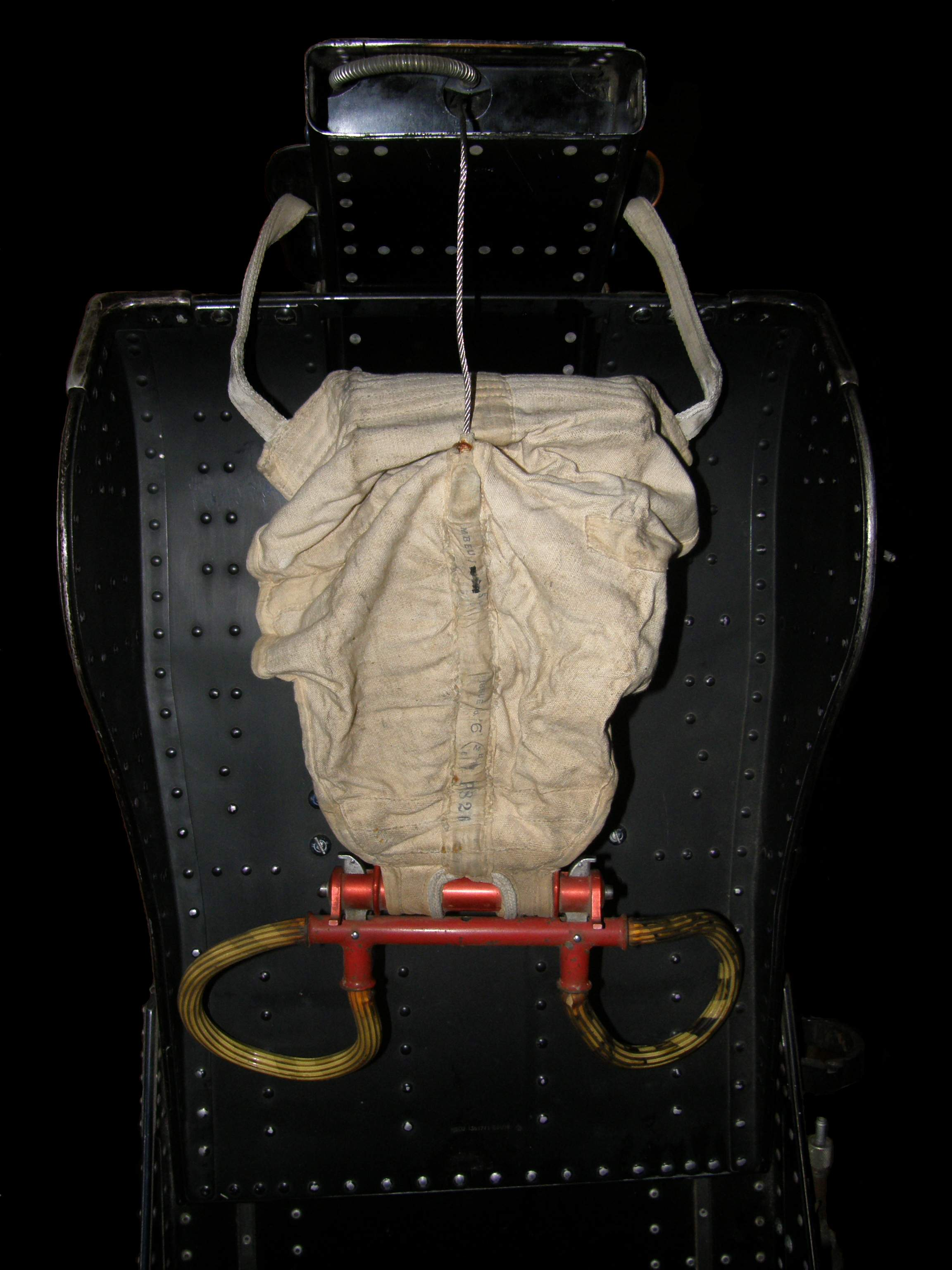
Hauptabzugsgriff mit Splitterschutz
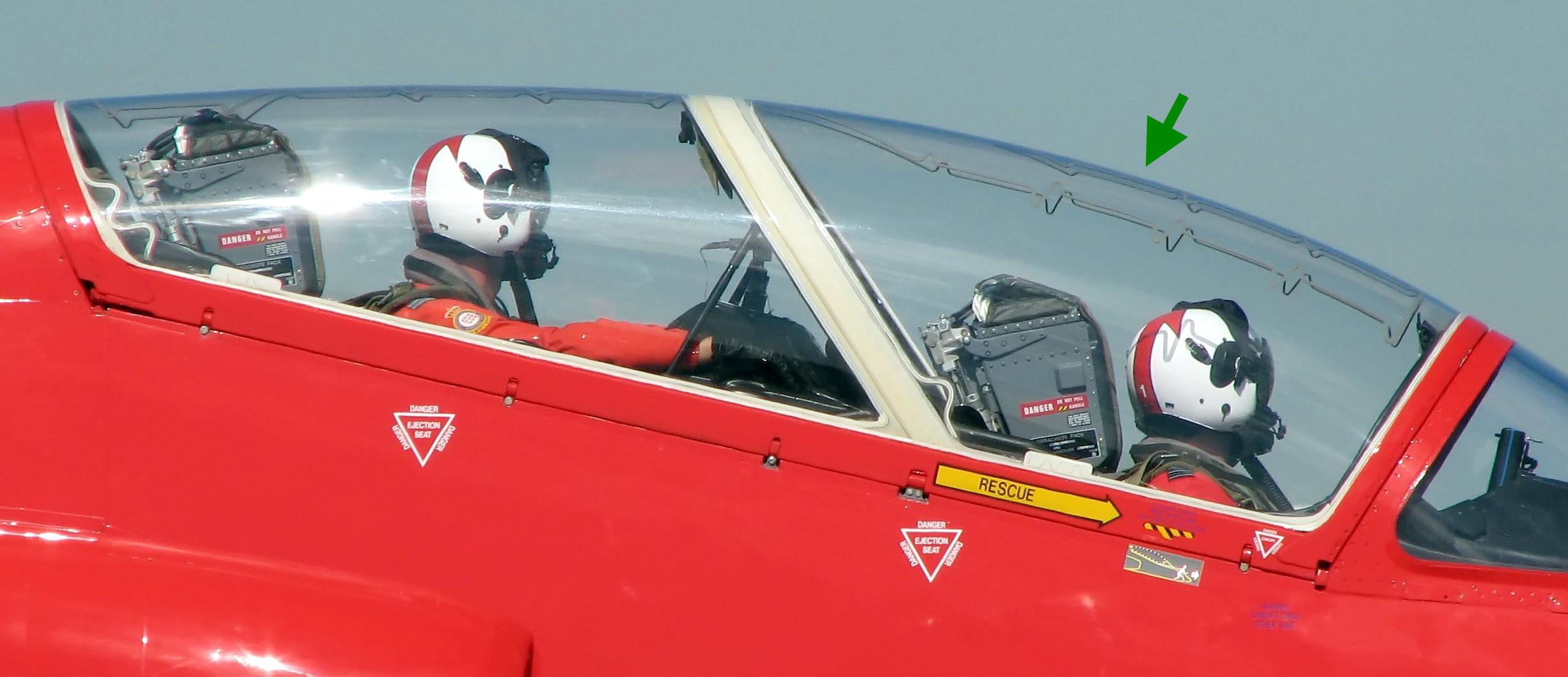
Sprengschnur im Kabinendach (siehe grüner Pfeil)
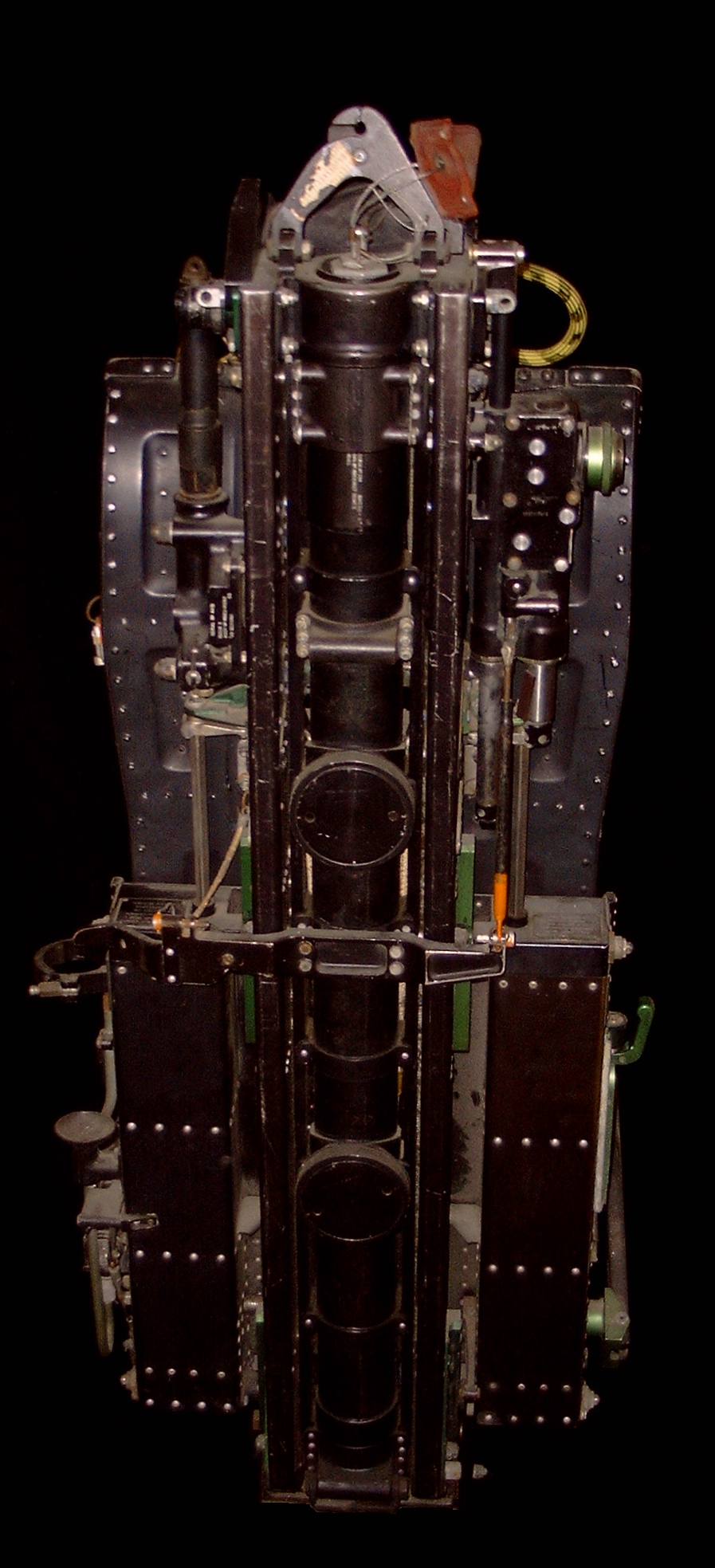
Detail, Teleskoprohrkanone in der Mitte der Sitzrückseite
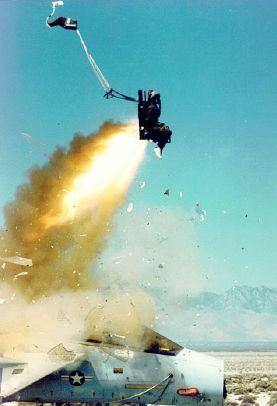
Die Raketenpackung hat gezündet, der „Feuerstuhl“ wird weiter hoch geschossen, während gleichzeitig der Hilfsfallschirm herausgeschossen wird.
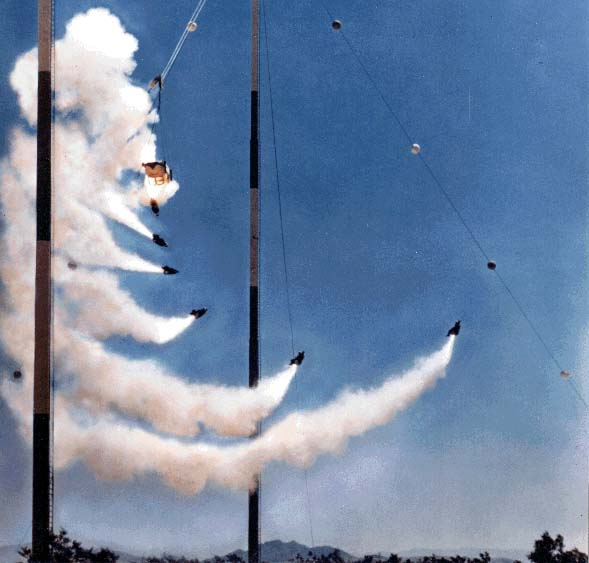
Ausschuss kopfüber

## Medizinische Aspekte
Die Raketenantriebe der Schleudersitze sind so stark, dass ernsthafte Wirbelsäulenschäden die Folge eines Ausschusses sein können. Die Beschleunigungskraft (g-Kraft) beträgt für den Bruchteil einer Sekunde je nach Sitzmodell 15 bis 23 g, also das 15- bis 20fache des Körpergewichts. Entscheidend zur Vermeidung von Verletzungen ist dabei eine aufrechte Körperhaltung, die von modernen Systemen durch Gurtstraffung unmittelbar vor dem Ausschuss gewährleistet wird. Zum Vergleich: In Achterbahnen sowie beim Start einer Raumfähre können bis zu 5 g einwirken. Ab ca. 6 g tritt ohne spezielle Anzüge Bewusstlosigkeit ein, da das Blut in die untere Körperhälfte „versackt“; indes sind auch bei modernen Schleudersitzen kurzzeitige Ohnmachtszustände belegt. Nur durch den Umstand, dass die Beschleunigungsphase sehr kurz andauert, sind solch enorme Kräfte überhaupt zu ertragen. Allerdings ist nicht nur der Absolutwert der g-Kräfte entscheidend, sondern auch deren zeitliches Verhalten, mathematisch also die Ableitung der Beschleunigung nach der Zeit, der Ruck. Zu berücksichtigen ist auch, dass sich die die Wirbelsäule, wenn sie in ihrer Längsachse belastet wird, zunächst wie ein gedämpftes Feder-Masse-System teilelastisch verformt; ehe sie bei einer längeren Krafteinwirkung Strukturschäden erleidet. Aus diesem Grunde wird heute in der Flugmedizin die biomechanische Belastung der Wirbelsäule nicht mehr in g, sondern mit einem sogenannten DRI (Dynamic Response Index) angegeben; er berechnet sich aus dem Stauchweg, um den die Wirbelsäule zusammengedrückt wird, wenn eine axiale Kraft eine bestimmte Zeitlang auf sie einwirkt.
Bereits ein einmaliges Aussteigen per Schleudersitz kann zur Beendigung der Pilotenkarriere führen. Eine Untersuchung der britischen Luftwaffe von 232 Fällen aus dem Jahr 2006 hinsichtlich des Nutzens von Schleudersitzen ergab eine Überlebensrate von 89 %, wobei die Piloten allerdings in 29,5 % der Fälle Wirbelsäulen- und in 14,2 % Kopfverletzungen sowie (bei der Landung) in 18 % Unterleibsverletzungen erlitten.
Eine 2024 veröffentlichte retrospektive Untersuchung von Schleudersitzausstiegen aus deutschen Militärflugzeugen zwischen 1975 und 2021 zeigte folgende Ergebnisse: Von 116 beteiligten Besatzungsmitgliedern kamen sechs (5,2 %) trotz erfolgreich ausgelöstem Schleudersitz ums Leben. Die Prävalenz von Wirbelsäulenverletzungen betrug 56,3 %; frühere Untersuchungen hatten diesbezüglich günstigere Ergebnisse erbracht, was aber auf die seinerzeit noch weniger genauen Untersuchungsmethoden zurückgeführt wurde. Insbesondere Wirbelbrüche im Bereich der Lendenwirbelsäule führten verhältnismäßig häufig zur Fluguntauglichkeit (17,6 %); die Gesamtquote der Fluguntauglichkeit nach Schleudersitzausstieg betrug 5,8 %.
Um auf einen Rettungsausstieg mit dem Schleudersitz vorbereitet zu sein, erhalten angehende Jet-Piloten eine Ausbildung, bei der u. a. ein Ausschuss mit einem speziellen Trainingsgerät demonstriert wird. Dabei wird der Schüler auf einer Schleudersitznachbildung sitzend entlang einer Schiene nach oben katapultiert. Die bei frühen Versionen dieser Trainer verwendete Pyrotechnik belastete die Wirbelsäule stark. Moderne Trainer verwenden – ebenso wie die frühen deutschen Schleudersitze – Pressluft, was für die Darstellung eines Ausschusses völlig ausreicht.

## Geschichte

### Frühe Vorläufer
Einen ersten Vorläufer des Schleudersitzes ließ sich 1916 der britische Eisenbahningenieur Everard Richard Calthrop patentieren, nachdem er seinen Freund Charles Rolls bei einem Flugzeugabsturz hatte sterben sehen. Seine Konstruktion sah vor, den Piloten von einem Fallschirm, der seinerseits mit Hilfe von Pressluft entfaltet worden war, aus seinem abstürzenden Flugzeug herausziehen zu lassen.
1928 meldeten die Rumänen Anastase Dragomir und Tanase Dobresco ein französisches Patent an, das einen mit Federhilfe aus einem Flugzeug herausschleuderbaren Sitz mit daran befestigtem Fallschirm zum Gegenstand hatte. Ziel war es, sämtlichen Flugpassagieren im Falle einer Havarie eine Überlebenschance zu geben. Tatsächlich funktionierte das System zumindest prinzipiell, wie der bekannte französische Pilot Lucien Bossoutrot im folgenden Jahr mit Puppen demonstrierte, die während des Fluges in einem entsprechenden Sitz aus einem Farman-Flugzeug herausgeschleudert wurden und unbeschädigt am Boden landeten.
In der Folge wurde die Entwicklung jedoch zunächst nicht als vorrangig angesehen. Die Besatzungsmitglieder propellergetriebener Flugzeuge konnten in der Regel aus eigener Kraft das Flugzeug verlassen und mit dem Fallschirm abspringen. Je höher jedoch die Fluggeschwindigkeit durch den Fortschritt der Luftfahrt wurde, desto schwieriger wurde dies aufgrund des Staudrucks. Es bestand auch die Gefahr, durch den Fahrtwind gegen das Flugzeug, vor allem gegen das Leitwerk, geschleudert zu werden (was u. a. zum tragischen Tod von Hans-Joachim Marseille führte). Diese Umstände gaben den Anlass zur Entwicklung von besonderen Rettungssystemen für den Ausstieg aus schnellfliegenden Flugzeugen.
1930 erdachte der britische Luftwaffenoffizier A.M. Dudgeon eine einfache Ausstiegshilfe, die den Sitz mit Federn in den Luftstrom heben und somit dem Piloten das anschließende Abrollen über die Bordwand erleichtern sollte. Seine Idee wurde jedoch vom britischen Luftfahrtministerium verworfen, weil man dort fürchtete, durch diese Erleichterung hätten Piloten nicht mehr genug Ehrgeiz, um ein havariertes Flugzeug wieder zum Boden zurückzubringen.

### Deutschland 1934–1945

#### Technische Entwicklung
Nachdem der Erfinder Ulf Weiß-Vogtmann 1934 einen Katapult-Schleudersitz mit daran befestigtem Fallschirm beschrieben (aber nicht zum Patent eingereicht) hatte, nahm man in Deutschland zügig die Entwicklung entsprechender Systeme in Angriff, wobei die Forschungsanstrengungen hauptsächlich bei der Firma Heinkel in Rostock-Marienehe gebündelt wurden. Das Hauptaugenmerk lag dabei zunächst darauf, den besonders gefährdeten Testpiloten unerprobter Flugzeug-Prototypen – nicht zuletzt der neuartigen Strahlflugzeuge – bessere Überlebenschancen im Falle eines Absturzes zu bieten. Als Antrieb wurde vorerst Pressluft vorgesehen. Bei den Entwicklungsarbeiten zeigte sich, dass der zunächst verfolgte Ansatz, den Sitz mitsamt Insassen zu Boden schweben zu lassen, beim Aufsetzen erhebliche Risiken barg. Daher meldeten die Ingenieure Karl Arnhold, Oscar Nissen, Reinhold Preuschen und Otto Schwarz 1938 ein Konzept zum Patent an, bei dem sich der Insasse nach dem Herausschleudern von seinem Sitz lösen und an einem separaten Fallschirm zu Boden schweben sollte.
Insgesamt wurden in Deutschland während des Krieges bei verschiedenen Unternehmen Schleudersitze entwickelt:
- Der zumeist verwendete Heinkel-Schleudersitz basierte in seiner Ursprungsversion auf einem Druckluft-Katapult. Er erreichte bei einer Spitzenbeschleunigung von 14 g eine Geschwindigkeit von 9,75 m/s. Für den Düsenjäger He 162 übernahm man eine Entwicklung von Focke-Wulf (s. u.),[15] welche für das Herausschießen anstelle der Druckluft Treibladungen („Heinkel-Kartuschen“[16]) nutzte, die in zwei parallelen Rohren hinter dem Sitz angebracht waren; diese Rohre dienten zugleich als Schienen, längs derer sich der Sitz beim Ausschießen über Rollen nach oben bewegte. Heinkel stellte insgesamt über 1000 Schleudersitze für seine Muster He 219 und He 162 her.[17] Eine Replik eines druckluftbetriebenen Heinkel-Schleudersitzes ist im Technischen Landesmuseum Mecklenburg-Vorpommern (PhanTechnikum) in Wismar ausgestellt,[18] ein Exemplar mit Treibladungsantrieb befindet sich im Deutschen Museum in München.[19]
- Der pyrotechnisch betriebene Heinkel-Schleudersitz war, wie erwähnt, ursprünglich eine Entwicklung von Focke-Wulf, und zwar für deren Nachtjägerprojekt Ta 154 „Moskito“. Er wurde mit 18 g beschleunigt und erreichte eine Geschwindigkeit von 11 m/s. Zwar ging dieses Flugzeugmuster nie in Großserie, doch wurde der Sitz von Heinkel für dessen Düsenjäger He 162 übernommen.[15]
- Das dritte deutsche Unternehmen, welches ein eigenes Schleudersitzmodell entwickelte, war Dornier, und zwar für seine Do 335 „Pfeil“. Dieser Sitz war durch eine (sehr kurzzeitige) Beschleunigungsspitze von 25 g charakterisiert, was als problematisch angesehen wurde. Die weitere Entwicklung wurde, bedingt durch das Kriegsende, abgebrochen.

Waren noch diese ersten praxisreifen Schleudersitze ausschließlich mit Pressluft oder Treibladungen angetrieben worden, so erkannte Erich Dietz, ebenfalls ein Junkers-Ingenieur, 1943, dass Raketenantriebe deutliche Vorteile boten, vor allem aufgrund der erst allmählich auf den Körper einwirkenden – und außerdem regelbaren – Beschleunigungswirkung, also des weniger heftigen Rucks (siehe oben: Medizinische Aspekte); davon abgesehen sind raketengestützte Systeme leichter, platzsparender und wartungsfreundlicher. Dietz sah einen weiteren Vorteil darin, dass die auf den Körper wirkenden Drehmomente mit diesem Konzept besser steuerbar sind, und ließ es sich patentieren. Allerdings sollte es noch mehr als zehn Jahre dauern, ehe das Prinzip verwirklicht wurde; heute beruhen alle weltweit gebauten Schleudersitze auf einer Kombination eines ballistischen Treibsatzes und eines Raketensystems.
Bis zum Ende des Zweiten Weltkrieges waren damit alle wesentlichen Komponenten moderner Schleudersitze bekannt, am Grundkonzept hat sich bis in die Gegenwart nichts geändert.

#### Flugmedizinische Forschung
Parallel zur technischen Entwicklung wurden die grundlegenden medizinischen Experimente im Zusammenhang mit der Schleudersitzentwicklung durchgeführt. Hierfür wurden in Rostock und später auch bei der Erprobungsstelle Rechlin Katapulte gebaut, auf denen Beschleunigungstests vorgenommen wurden; diese Anlagen fanden bis weit nach dem Krieg Verwendung und wurden zu Vorbildern der modernen Test- und Trainingskatapulte. Die Leitung der medizinischen Forschung oblag einerseits dem Direktor des Instituts für Flugmedizin der Deutschen Versuchsanstalt für Luftfahrt, Siegfried Ruff, sowie seinem Mitarbeiter Hans Wiesehöfer, und andererseits dem Leiter des Flugmedizinischen Instituts der Erprobungsstelle Rechlin, Theodor Benzinger. Zur Ermittlung der Belastungsfähigkeit der menschlichen Wirbelsäule verwendete man zunächst Leichen. Nach mehreren Selbstversuchen von Angehörigen der Erprobungsstelle wurden bei den Experimenten im Jahr 1944 auch einige Häftlinge aus dem KZ Sachsenhausen eingesetzt; dabei handelte es sich um deutsche politische Gefangene bzw. SS-Angehörige, die wegen Straftaten verurteilt waren und denen man angeblich für ihre Teilnahme an den Versuchen die vorzeitige Haftentlassung und Überstellung zur Wehrmacht versprochen hatte. Den vorliegenden Quellenangaben zufolge kam es – entgegen anderslautenden späteren Behauptungen – in diesem Zusammenhang nicht zu wesentlichen Verletzungen oder gar Todesfällen. Ob die Versuchspersonen wirklich freigelassen wurden, ist indes nicht bekannt. Umstritten ist, inwieweit auch die Ergebnisse von Unterdruckexperimenten zur Bestimmung der Überlebensfähigkeit in großen Höhen in die Schleudersitzentwicklung einflossen, bei denen im KZ Dachau mindestens 70 Häftlinge den Tod fanden.

#### Erprobungs- und Einsatzgeschichte
Die Flugerprobung der Prototypen erfolgte bei der Deutschen Versuchsanstalt für Luftfahrt (DVL) in Berlin-Adlershof. Hierfür wurde ein Sturzkampfbomber vom Typ Junkers Ju 87 im hinteren Sitzraum mit einem Schleudersitz ausgerüstet. Bereits bei den frühen Prototypen trug man der Möglichkeit Rechnung, dass ein herausgeschossener Pilot (z. B. aufgrund eines höhenbedingten Sauerstoffmangels) bewusstlos und daher nicht in der Lage war, den Fallschirm auszulösen. Folglich wurde zunächst ein zeitgesteuertes und später ein barometrisch gesteuertes Relais entwickelt, wodurch eine automatische Öffnung des Fallschirms nach einer bestimmten Zeit bzw. unterhalb einer bestimmten Höhe (in der Regel 4000 Meter) erfolgte. Zusätzlich war auch eine manuelle Auslösung möglich.

Nach erfolgreichen Herausschussversuchen mit Puppen – zunächst vom Boden, dann von einer fliegenden Maschine aus – wurde im Januar 1941 über dem Müritzsee erstmals ein Mensch aus einem Erprobungsflugzeug herausgeschossen. Der Mann der ersten Stunde, der Fallschirmerprobungsspringer Wilhelm Buß, überlebte, erlitt jedoch zahlreiche Knochenbrüche, was ihn indes nicht daran hinderte, sich nach seiner Genesung weiterhin an den Erprobungen zu beteiligen. Pilot der Ju 87 war Oberleutnant Joachim („Jochen“) Eisermann, der auch später mit Buß zusammenarbeitete. 
Der nur in Kleinserie hergestellte Düsenjäger He 280 erhielt als erstes Flugzeug der Welt einen Piloten-Schleudersitz, der dann auch bald seine Bewährungsprobe bestehen musste: Am 13. Januar 1943 war ein antriebsloser Erprobungsträger dieses Typs im Schlepp von zwei Messerschmitt Bf 110 bei einem Überführungsflug in der Nähe der Erprobungsstelle Rechlin unterwegs, als in rund 2400 Metern Höhe die Kanzel während eines heftigen Schneeschauer vereiste, so dass das Flugzeug nicht mehr steuerbar war. Hierauf wurde das Schleppseil am Heck der Bf 110 notfallmäßig ausgeklinkt, doch am Bug der He 280 versagte die Ausklinkvorrichtung, was eine Landung – bei vorn herabhängendem Schleppseil – nun gänzlich zu einem unkalkulierbaren Risiko machte. Daher betätigte der Pilot, Hauptmann Helmut Schenk, den Schleudersitz seiner He 280; es war dies der erste Notausstieg in der Geschichte der Luftfahrt. Schenk blieb unverletzt; die He 280 stürzte in einen Wald. Auch der zweite notfallmäßige Schleudersitzausschuss der Welt fand in Deutschland statt: Am 15. Juli 1943 musste sich Hauptmann Hans-Joachim Pancherz, Erprobungspilot bei Junkers, in Lärz (Rechlin) aus einer Junkers Ju 290 herausschießen, nachdem bei Höchstgeschwindigkeit Teile des Flugzeugs abgebrochen waren.
Die erste Maschine mit serienmäßig eingebautem Schleudersitz war der ab 1940 entwickelte Nachtjäger Heinkel He 219 „Uhu“, von dem bereits zuvor ein Prototyp die Ju 87 als Erprobungsträger abgelöst hatte. Unmittelbarer Anlass ,war die weit vorn liegende Kanzel, so dass bei einem konventionellen Ausstieg die Gefahr bestand, dass die Besatzung von den Propellern erfasst wurde. Aus einem solchen Flugzeug gelang auch am 11. April 1944 der erste bekannte Doppelausschuss – und zugleich der erste Ausschuss im Kampfeinsatz –, als sich der Pilot Unteroffizier Herter und sein Bordschütze Gefreiter Perbix mit dem Schleudersitz retten konnten; ihre Maschine war im Luftkampf von einer De Havilland DH.98 Mosquito der Royal Air Force abgeschossen worden.
Alle ab 1942 neuentwickelten Flugzeuge der deutschen Luftwaffe wurden mit Schleudersitzen geplant, so z. B. die Do 335, bei der der Heckpropeller für aussteigende Piloten gefährlich werden konnte, und der sog. „Volksjäger“ He 162 „Salamander“.
Als Mindestflughöhe für einen erfolgreichen Schleudersitzausschuss galt zu diesem Zeitpunkt etwa 150 Meter; dies bestätigte sich, als sich am 6. Juni 1944 Leutnant Ernst Maus bei einem Motorenbrand im Landeanflug aus dieser Höhe mit dem Schleudersitz retten konnte; er erlitt zwar bei der Fallschirmlandung einen Schädel- und einen Beckenbruch, doch sein Bordfunker, der wegen der geringen Flughöhe einen Schleudersitzausschuss nicht gewagt hatte, starb beim Aufprall. Insgesamt retteten Schleudersitze über 60 deutschen Besatzungsmitgliedern im Zweiten Weltkrieg das Leben.
| Datum      | Flugzeugtyp | Besatzung                                      | Anmerkung |
| ---------- | ----------- | ---------------------------------------------- | --- |
| 11.04.1944 | He 219      | Uffz. Herter Gefr. Werner Perbix               | Raum Aachen, beide Besatzungsmitglieder unverletzt |
| 19.05.1944 | He 219      | Lt Otto Fries Fw. Alfred Staffer               | Beide Besatzungsmitglieder unverletzt |
| 04.06.1944 | He 219      | Hptm. Heinz Eike Ofw. Heinz Gall †             | Abschuss durch britischen Fernnachtjäger am Ärmelkanal Hptm. Eike unverletzt, Ofw. Gall mit ungeöffnetem Fallschirm tot aufgefunden                   |
| 06.06.1944 | He 219      | Uffz. Beyer Gefr. Walter                       | Beide Besatzungsmitglieder unverletzt |
| 06.07.1944 | He 219      | Ofw. Josef Ströhlein Uffz. Keune               | Beide Besatzungsmitglieder unverletzt |
| 13.08.1044 | He 219      | Lt. Ewald Hittler Uffz. Friedhelm Wildschütze  | Ausschuss bei 650 km/h; beide Besatzungsmitglieder unverletzt                                                                                         |
| 14.10.1944 | He 219      | Uffz. Franz Frankenhauser Uffz. Helmut Blank † | Abschuss durch feindlichen Fern-Nachtjäger, Uffz. Blank dabei vermutlich tödlich verletzt Uffz. Frankenhauser nach erfolgreichem Ausschuss unverletzt |

### Schweden 1941–1983
Unabhängig von den deutschen Entwicklungen begann man ab 1941 bei Saab in Schweden, Schleudersitze zu konstruieren. Anlass hierzu war der Druckpropellerantrieb des neuesten Jagdflugzeugprojekts, der Saab 21, der zur Gefahr für einen aussteigenden Piloten werden konnte. Ebenso wie in Deutschland experimentierte man anfangs mit Druckluft, begann aber ab Ende 1942 in Zusammenarbeit mit Bofors die Entwicklung von Sitzen mit Explosivladungen. Eine kurzzeitige Beschleunigung von 15 g wurde dabei akzeptiert. Nachdem Versuche mit lebensgroßen Puppen 1944 erfolgreich verlaufen waren, wurden sämtliche ab 1945 produzierten SAAB 21 mit diesem Typ Schleudersitz ausgerüstet. Der erste Pilot, der ihm sein Leben verdankte, war Leutnant Bengt Johansson, der am 29. Juli 1946 nach einer Kollision sein Flugzeug verlassen musste.
Nach dem Krieg wurde der schwedische Schleudersitz zuweilen auch in ausländischen Flugzeugen verbaut, etwa der britischen Folland Gnat. Anfang der 1980er Jahre wurde die Entwicklung in Schweden eingestellt, nachdem Exportaufträge ausgeblieben waren; der letzte Schleudersitz aus schwedischer Produktion war in der SAAB JA 37 Viggen verbaut.

### Internationale Entwicklung ab 1945

#### Aufbruch in Großbritannien und den USA

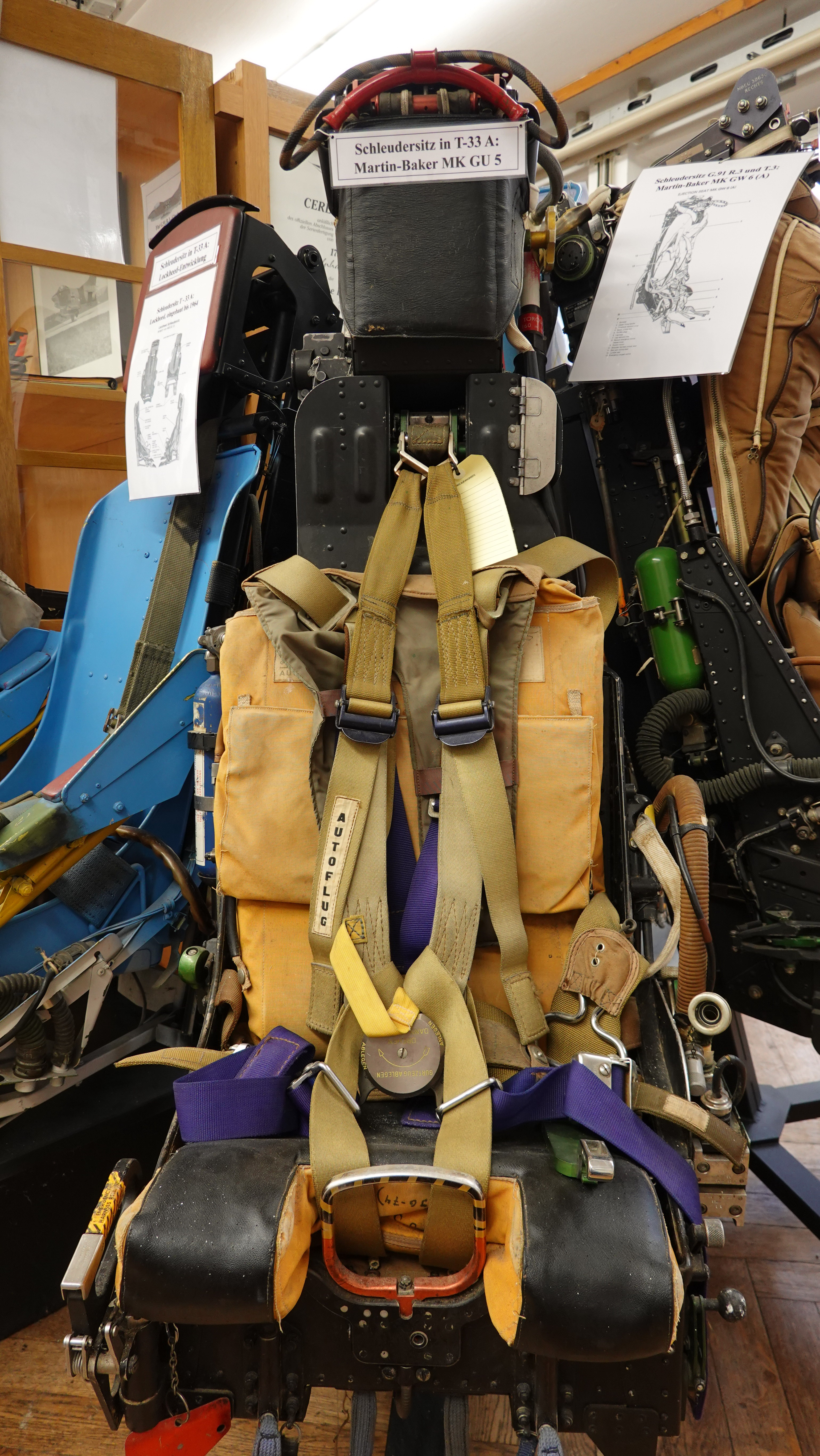
Martin Baker, Typ MK GU 5 aus einer T-33 A, Militärhistorische Sammlung der „TG Fursty“ in Fürstenfeldbruck

Die deutschen und schwedischen Bemühungen fanden während des Krieges keine gleichwertige Entsprechung auf Seiten der Alliierten. Spätestens nachdem jedoch auch dort serienreife Strahlflugzeuge entwickelt worden waren (Gloster Meteor bzw. Lockheed P-80 Shooting Star), wuchs das Interesse an geeigneten Systemen zum Notfallausstieg. Die Dringlichkeit wurde zuerst in Großbritannien erkannt, wo das Luftfahrtministerium 1944 die Firma Martin-Baker mit entsprechenden Entwicklungsarbeiten beauftragte. Signifikante Fortschritte gab es jedoch erst, als den Alliierten nach Kriegsende die deutschen Forschungs- und Entwicklungsarbeiten auf dem Gebiet zugänglich wurden. Hierauf aufbauend, wurde nun auf beiden Seiten des Atlantiks mit großer Energie die Weiterentwicklung vorangetrieben, wobei auch ehemals federführende deutsche Forscher, insbesondere auf dem medizinischen Gebiet, weiterhin bzw. erneut eingebunden wurden (u. a. Siegfried Ruff, nachdem er im Nürnberger Ärzteprozess in allen Anklagepunkten hinsichtlich Verbrechen gegen die Menschlichkeit freigesprochen worden war, und Theodor Benzinger).
In Großbritannien blieb die Forschung auch nach dem Krieg bei Martin-Baker konzentriert; hier wurden zahlreiche Versuche an Freiwilligen durchgeführt, die rasch zu wesentlichen Erkenntnisgewinnen führten. Am 24. Juli 1946 wurde Bernard Lynch als erster Brite bei 515 km/h aus einer Gloster Meteor mit einem Schleudersitz ausgeschossen, und im nächsten Monat folgte der erste US-Amerikaner (aus einem Northrop-Flugzeug). Der eingesetzte Schleudersitz war ein Martin-Baker-Nachbau des Heinkel-Modells. Das Unternehmen wurde in der Folgezeit marktführender Hersteller dieser Rettungssysteme.
Im Unterschied zu Großbritannien ging man in den USA dezentral vor. Hier wurden die deutschen Forschungsergebnisse von dem US-amerikanischen Arzt und Beschleunigungsforscher John Paul Stapp ausgewertet und in ein neugestartetes US-amerikanisches Entwicklungsprogramm zur Pilotenrettung („pilot escape technology program“) integriert; die in diesem Rahmen vorgenommene Beschleunigungsversuche wurden wiederum auf der – zu diesem Zweck inzwischen in die USA verbrachten – originalen Katapultanlage der Deutschen Versuchsanstalt für Luftfahrt durchgeführt. In der Folge wurden bei mehreren verschiedenen Firmen (North American, Douglas, Republic, Lockheed, Grumman, Weber, Stanley und Stencel) entsprechende Forschungen begonnen, was einerseits zu einer Diversifizierung der Erkenntnisse führte, aber Probleme bereitete, wenn es z. B. um Standardisierungsfragen ging. Hinzu kamen konkurrierende Vorstellungen der US Air Force und der US Navy, wo man die Martin-Baker-Sitze bevorzugte. Bemerkenswerterweise wurden die Schleudersitze – ähnlich wie auch in Großbritannien – von den Flugzeugbesatzungen aufgrund der Vorstellung, auf einer Explosivladung zu sitzen, zunächst nur widerwillig angenommen. Doch nachdem Hauptmann Vince Mazza 1949 eine Reihe von Demonstrations-Ausstiegen aus einer umgebauten P-80 vorgeführt hatte und sich außerdem zwei Piloten (aus einer McDonnell F2H-1 Banshee bzw. einer North American F-86 Sabre) mit dem neuen Gerät hatten retten können, schwanden die Vorbehalte schnell.

Das erste US-amerikanische Flugzeug mit serienmäßig eingebautem Schleudersitz, einer direkten Weiterentwicklung des Heinkel-Sitzes, war die Republic P-84 Thunderjet, die ab 1948 Serienreife erlangte.

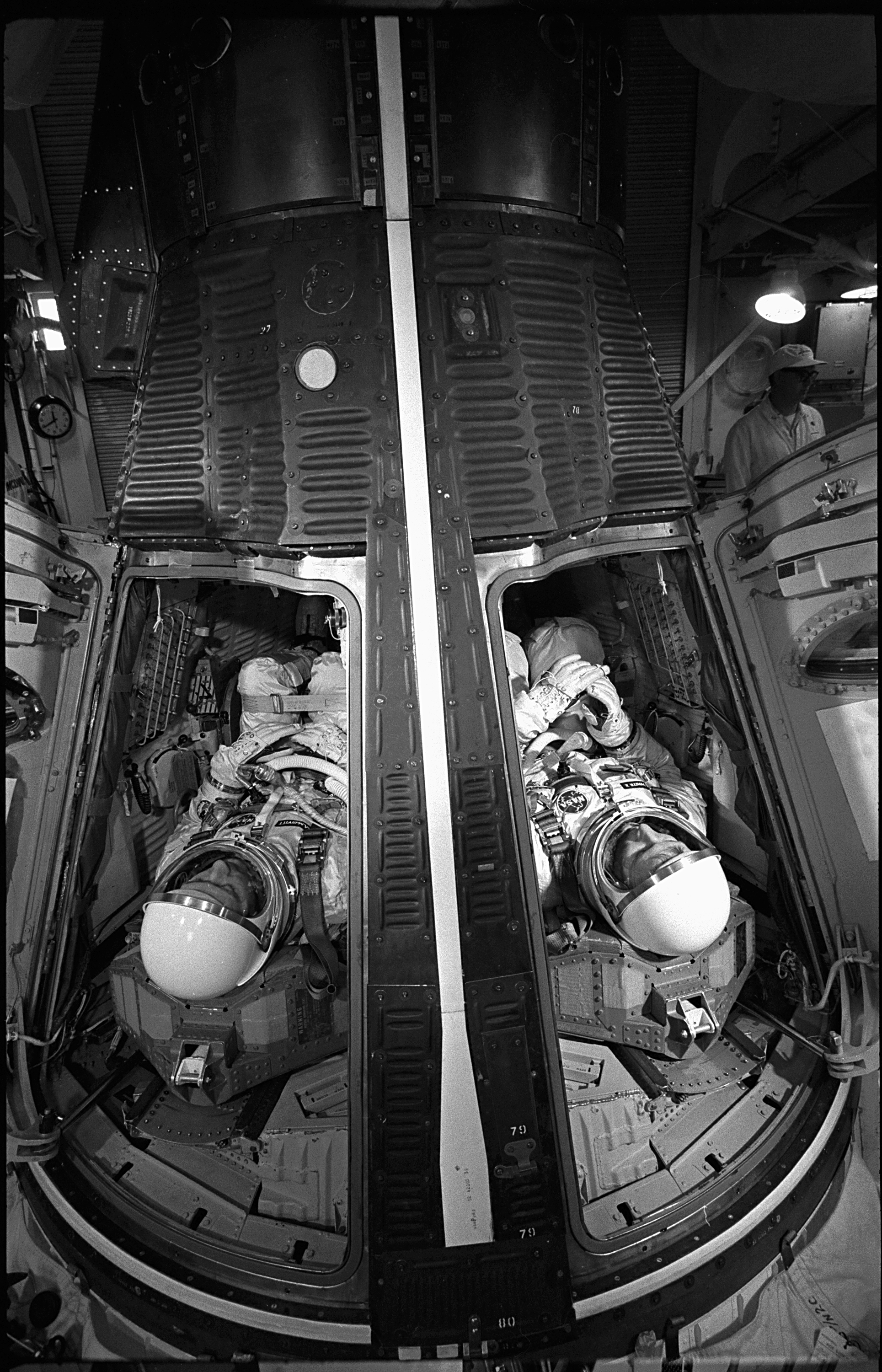
Schleudersitze im Gemini-Raumschiff (Hersteller: Weber Aircraft Company)

Während des Koreakrieges betätigten US-amerikanische Piloten beinahe 2000 Mal den Schleudersitz, wobei allerdings die Zuverlässigkeit noch erheblich zu wünschen übrig ließ (Fehlfunktionsrate 31 %).
1955 erfolgte der erste Notfallausstieg bei Überschallgeschwindigkeit: Pilot George Smith betätigte bei Mach 1,05 den Schleudersitz seiner North American F100A Super Sabre und überlebte ohne bleibende Schäden. Im Vietnamkrieg erfolgte jeder vierte Notfallausstieg aus den von der U. S. Navy verwendeten trägergestützten North American A-5 (A3J) Vigilante bei Überschallgeschwindigkeit.

#### Meilensteine der Nachkriegsentwicklungen
Das in Rohre integrierte Kartuschenprinzip (Focke-Wulf/Heinkel) wurde bis heute grundsätzlich beibehalten, aber insofern modifiziert, als die Rohre heute durch das Zünden der Treibladungen teleskopartig ausgefahren werden und so den an ihrem oberen Ende befindlichen Sitz mechanisch nach draußen befördern. Erst danach löst sich der Sitz und wird mit Raketen weiter beschleunigt.
Weitere wesentliche Verbesserungen gegenüber den deutschen Systemen aus der Kriegszeit betrafen u. a. Taumel- und Rotationseffekte des herausgeschleuderten Sitzes, die den Insassen teils extremen g-Kräften aussetzten und Verletzungen aufgrund unkontrollierter Extremitätenbewegungen hervorrufen sowie ein gezieltes Herauslösen aus dem Sitz sehr erschweren konnten. Folglich wurden Komponenten zur Stabilisierung der Körperhaltung entwickelt und integriert. Ein weiteres Anliegen bestand darin, auch bereits (von Anfang an) teilweise oder vollständig handlungsunfähigen Piloten eine Überlebenschance zu bieten, so dass große Anstrengungen zu einer möglichst weitgehenden Automatisierung des Ablaufs unternommen wurden. Ein solch vollautomatisierter Ausschuss mit einer selbständigen Trennung von Rettungs- und Steuerschirm konnte erstmals 1975 verwirklicht werden. Andere Neuerungen betrafen die Verwendung spezieller Schäume zur Abmilderung des Anpressdruckes im Moment des Ausschusses (wie sie vergleichbar auch in modernen Sturzhelmen Verwendung finden).
In den späten 1950er Jahren begann man (wie bereits von Erich Dietz 1943 postuliert – siehe oben), die bislang ausschließlich verwendeten ballistischen Treibladungen durch Raketensysteme zu ergänzen und teils zu ersetzen, erstmals bei der Convair F-102 Delta Dart (Sitzhersteller: Weber Aircraft Company).
Bald darauf gelang die Realisierung von Schleudersitzen, die auch von einem am Boden stehenden Flugzeug aus betätigt werden konnten (sog. Zero-Zero-Performance, d. h. Geschwindigkeit und Höhe null). Weitere Innovationen betrafen die Rettung aus großen Höhen, weswegen u. a. Sauerstoffversorgungen implementiert und Verzögerungseinrichtungen eingeführt wurden, die die Sitz-Mann-Trennung erst unterhalb einer gewünschten Maximalhöhe, meist ca. 5000 Meter, gewährleisteten. Die letztgenannten Verbesserungen gingen im Wesentlichen auf die Initiative des amerikanischen Höhenmediziners Don D. Flickinger (1907–1997) zurück, wobei indes die Grundidee auch in diesem Fall bereits ein Jahrzehnt vorher in Deutschland umgesetzt worden war.

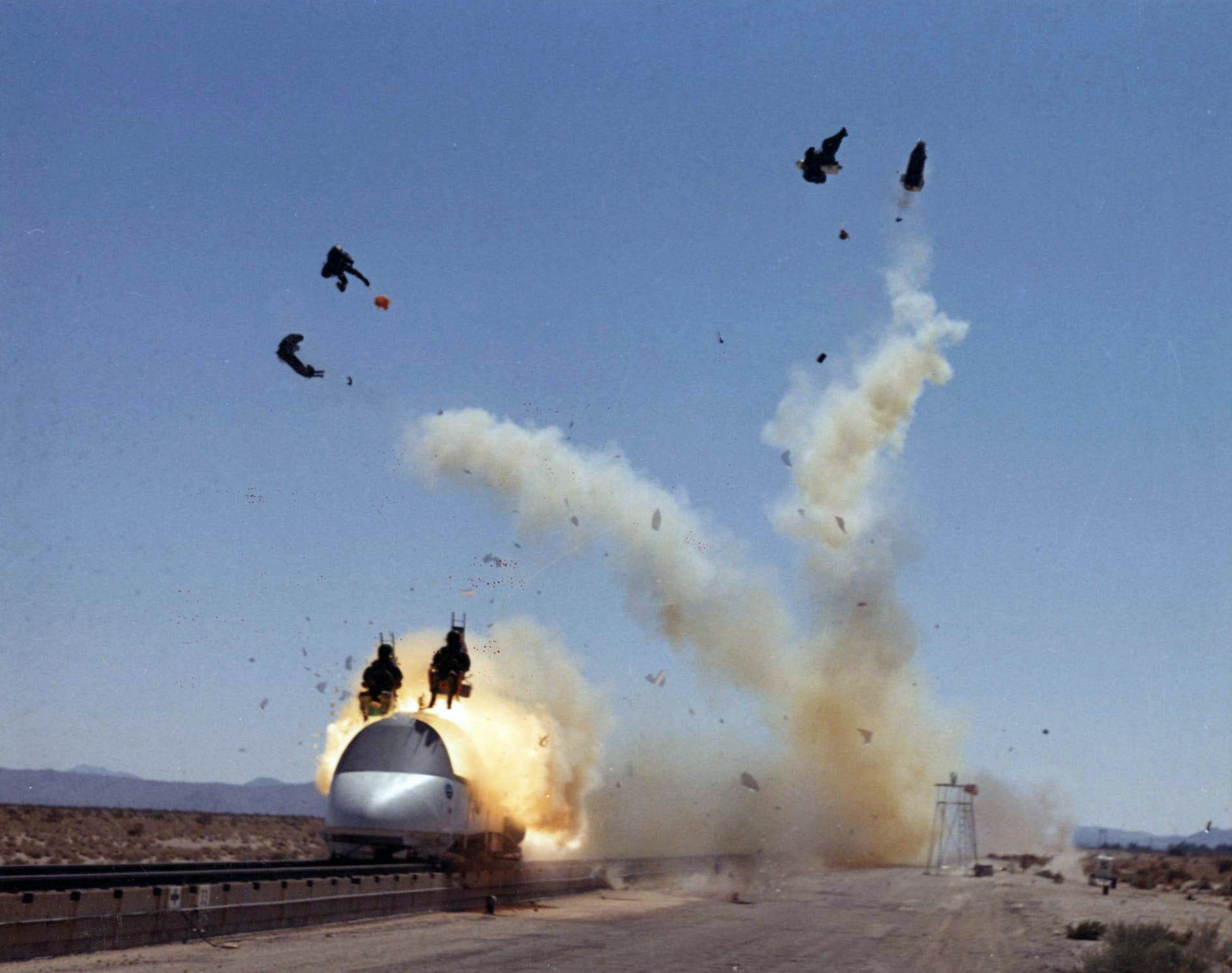
Test der Schleudersitze der Lockheed S-3 mit einem Raketenschlitten

Allerdings war es zunächst ernüchternd, dass die Überlebensraten nach einem Schleudersitzausstieg – laut US-amerikanischen Statistiken – trotz aller Verbesserungen bis Mitte der 1970er Jahre nur sehr allmählich anwuchsen und bei etwa 80 % verharrten. Dies änderte sich allerdings erheblich mit der Einführung von deutlich besser der menschlichen Physioanatomie angepassten Sitzen einschließlich der breiten Verwendung von Mikroprozessoren und Sensorsystemen. Hierdurch konnten bereits in den 1980er Jahren Sitze mit eigenen Geschwindigkeits- und Höhenmessungen realisiert werden, die selbst im Rückenflug von 45 Metern über Grund noch eine erfolgreiche Rettung ermöglichten bzw. den Ausschussmechanismus an die jeweilige Flugsituation (z. B. Flughöhe) automatisch anpassen konnten (S4S der Firma Stencel, ACES II der Firma McDonnell Douglas, Mk. XIV der Firma Martin-Baker). Parallel dazu entwickelte Boeing gemeinsam mit Douglas unter dem Namen CREST (Crew Escape Technologies) einen Sitz für extreme Höhen bis zu 70000 Fuß (über 21 Kilometer).
In den 1980er Jahren wurden auch Einzelheiten zu einem technisch herausragenden Schleudersitz aus sowjetischer Entwicklung bekannt: Der K-36 wurde in sowjetischen Kampfflugzeugen verbaut und ermöglicht einen Ausschuss bis zu Mach 3. Eine für die Raumfähre Buran angepasste Version, K-36RB, lässt sogar Einsatzhöhen bis zu 30.000 m und Geschwindigkeiten bis Mach 4 zu.
Im Sinne der Anpassung an situative und individuelle Besonderheiten wurden ab den 1990ern auch erhebliche Anstrengungen unternommen, Schleudersitze an die durchschnittlich zartere körperliche Konstitution von Frauen anzupassen. Weitere Innovationen betrafen die Verwendung von Verbundwerkstoffen und Aluminium-Lithium-Legierungen, die eine Gewichtsersparnis auf ca. 63 Kilogramm ermöglichten.
Stand 2021 haben insgesamt über 12000 Schleudersitzausstiege stattgefunden.

## Sonderentwicklungen

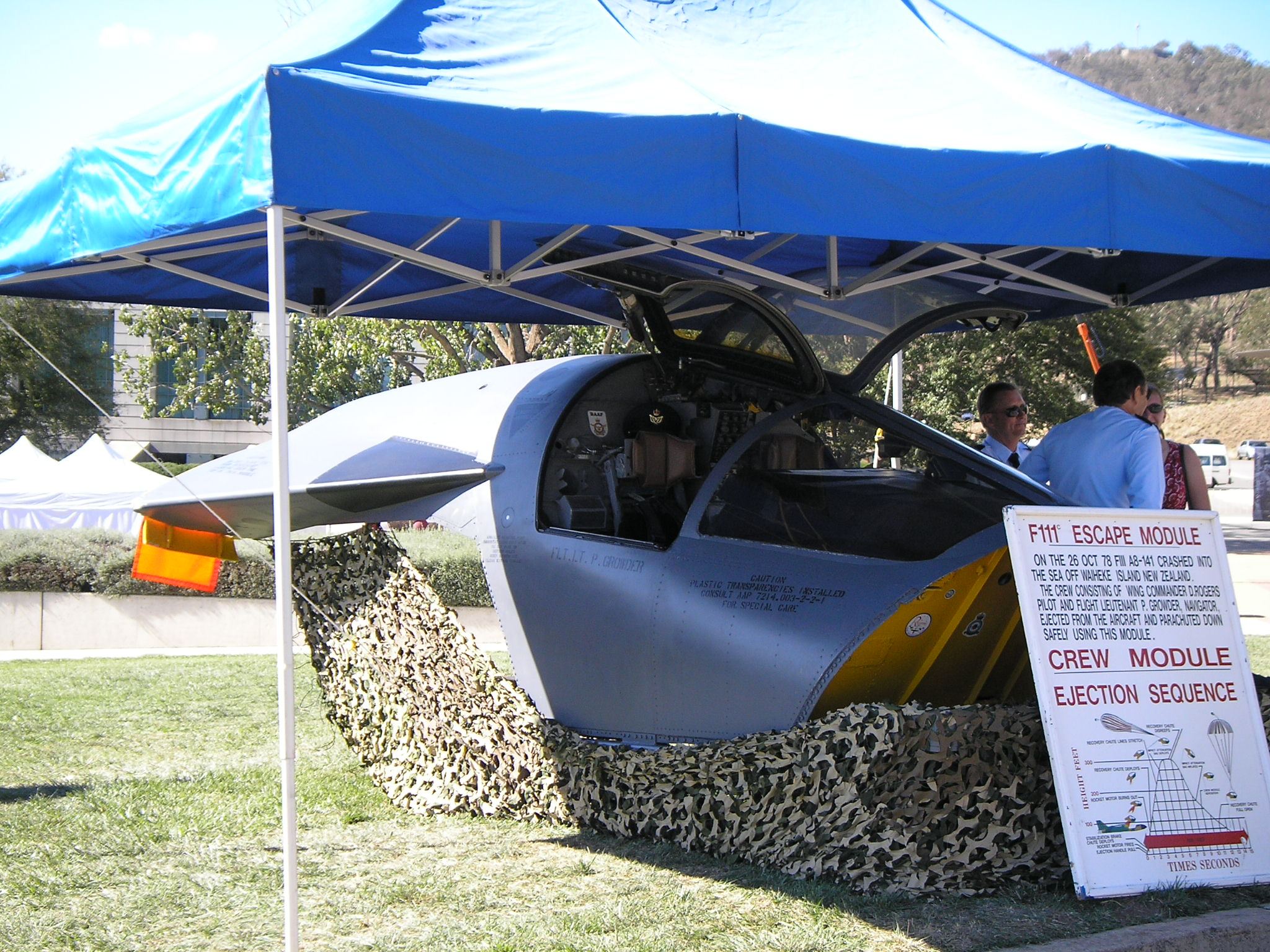
Cockpitkapsel einer F-111, welche beiden Piloten das Leben rettete

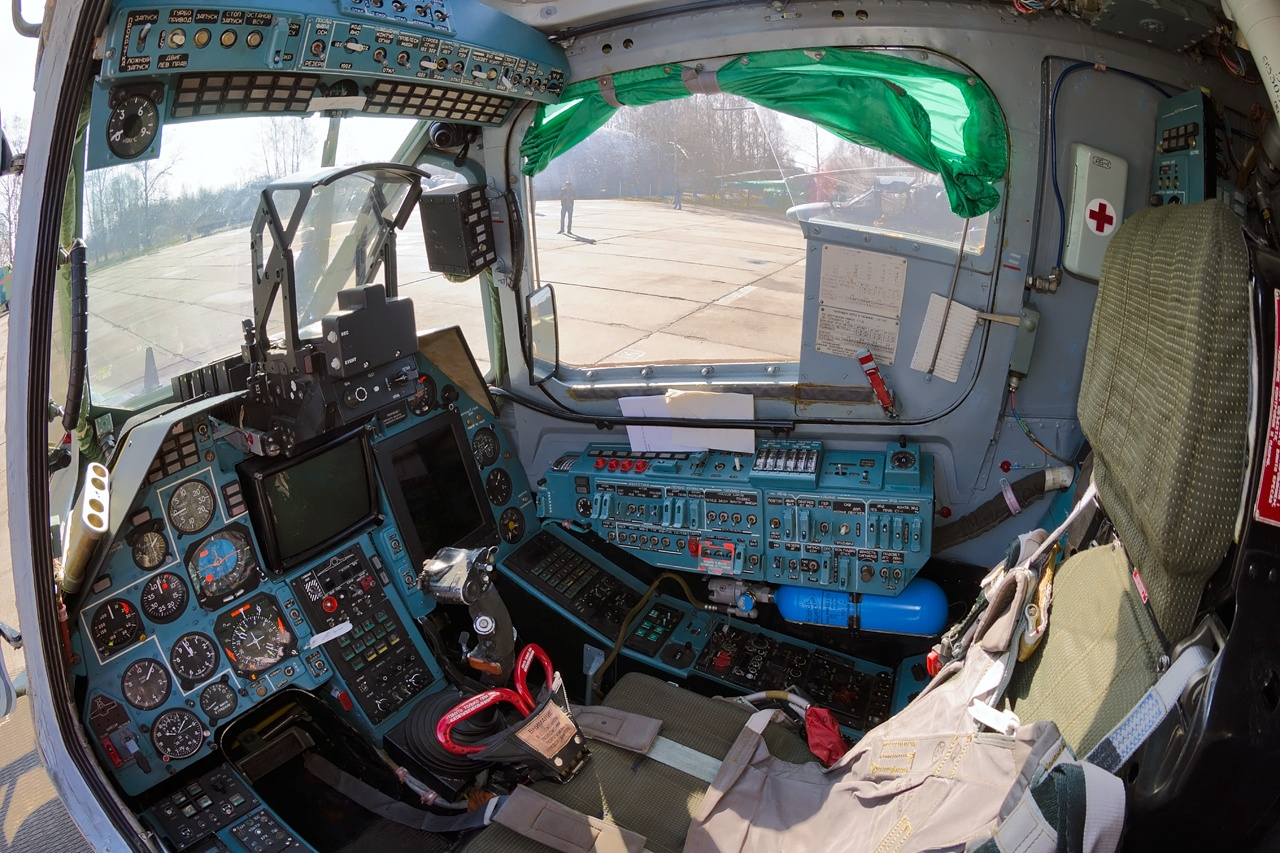
Cockpit einer Kamow Ka-50

- Alternativ zum Herausschießen des Pilotensitzes wurden auch Systeme entwickelt, bei denen die komplette Cockpitkapsel (als Rettungskapsel) vom Flugzeugrumpf getrennt wird (z. B. bei der F-111). Zuvor war ein solches Konzept bereits 1938 beim ersten funktionsfähigen Raketenflugzeug der Welt, der He 176, verwirklicht worden.[41]
- Interessant war auch die US-amerikanische Entwicklung eines Rettungssitzes, welche während des Vietnamkrieges begann und 1971 zum Patent angemeldet wurde. Sie sollte verhindern, dass ein ausgestiegener Pilot in feindliche Hände geriet. Hierzu wurde nach dem Ausschuss ein Turbinenantrieb gestartet, wodurch der Sitz in Verbindung mit einem ausklappbaren Rotor zum Tragschrauber verwandelt wurde. Die Reichweite wurde mit 100 km und 185 km/h Höchstgeschwindigkeit angegeben.[42]
- Manche Entwicklungen endeten in einer Sackgasse. So wurde der Schleudersitz für den F-104 Starfighter aus Platzgründen zunächst für einen Ausschuss nach unten konzipiert, weshalb der Pilot vor dem Ausstieg eine viertel oder besser halbe Rolle fliegen musste. Im Juli 1958 starb deshalb der Testpilot Iven C. Kincheloe: Er katapultierte sich aus seinem defekten Starfighter heraus, doch aufgrund der geringen Flughöhe landete der horizontal ausgeschossene Schleudersitz direkt in dem Feuerball des beim Aufprall auf dem Boden explodierten Flugzeugs.[43] Nach diesem Ereignis wurden die F-104 auf herkömmliche Schleudersitze umgerüstet.
- Die ersten Hubschrauber, die mit einem Schleudersitz ausgerüstet wurden, sind der ab 1980 entwickelte russische Kamow Ka-50 Hokum und der Kamow Ka-52 Alligator. Die Rotorblätter werden bei Aktivierung des Schleudersitzes automatisch abgesprengt.
- Das einzige Verkehrsflugzeug, das jemals mit Schleudersitzen ausgestattet war, war die sowjetische Tupolew Tu-144, allerdings lediglich im Prototyp und ausschließlich für die Besatzung, nicht die Fluggäste. (Die 1973 bei Goussainville abgestürzte Maschine hatte hingegen keine Schleudersitze.).[44]

## Bemerkenswerte und spektakuläre Fälle von Schleudersitzausstiegen
- Januar 1941: Wilhelm Buß erlebt als erster Mensch einen (planmäßigen) Schleudersitzausstieg aus einer umgebauten Ju 87.
- 13. Januar 1943: Hauptmann Heinz Schenk steigt als erster Mensch notfallmäßig mit einem Schleudersitz aus einem havarierten Flugzeug (einer He 280) aus.
- 11. April 1944: Aus einer im Kampf beschädigten He 219 kann sich erstmals eine gesamte zweiköpfige Besatzung (Herter und Perbix) mit dem Schleudersitz retten.
- 24. Juli 1946: Der Brite Bernard Lynch wird als erster Nichtdeutscher mit einem Schleudersitz ausgeschossen (aus einer Gloster Meteor).
- 29. Juli 1946: Der Schwede Bengt Johannson ist der erste nichtdeutsche Pilot, der sich in einer Notfallsituation mit einem Schleudersitz retten kann (aus einer SAAB J21).
- November 1947: Robert A. Hoover steigt als erster US-Amerikaner notfallmäßig per Schleudersitz (aus einer F-84) aus, überlebt dies aber aufgrund technischer Probleme nur schwerverletzt.
- 13. Oktober 1954: Der neuseeländische Leutnant Bruce Macfarlane (1923–1994) überlebt einen Unterwasserausstieg mit Schleudersitz aus etwa 10 Meter Tiefe, nachdem seine vom Flugzeugträger HMS Albion gestartete Westland Wyvern ins Mittelmeer gestürzt war.
- 1955: George Smith führt erstmals einen Notfallausstieg bei Überschallgeschwindigkeit aus (aus einer North American F100A Super Sabre) und überlebt.
- 26. Juli 1958: Capt. Iven C. Kincheloe Jr. stirbt, nachdem er in niedriger Flughöhe aus seinem Starfighter aussteigen musste, welcher nur einen Ausschuss nach unten ermöglichte. Die Starfighter werden daraufhin mit konventionell nach oben schießenden Schleudersitzen umgerüstet.
- 26. Juli 1959: William Rankin, Pilot einer Vought F-8, löst aufgrund eines Triebwerksausfalls den Schleudersitz über einer Kumulonimbus-Wolke aus, woraufhin er in das Innere der Wolke geschleudert wird, die ihn etwa eine halbe Stunde in ihrer Gewalt hält, ehe er mit Erfrierungen und Symptomen einer Dekompressionskrankheit landet; damit ist er einer von nur zwei Menschen, die einen Flug durch eine solche Wolke überlebt haben.
- 10. Juni 1969: Commander Russ Pearson überlebt als zweiter Mensch einen Schleudersitzausstieg unter Wasser, nachdem sein Trägerflugzeug Vought A-7 Corsair II in den Pazifik gestürzt war.
- August 1981: Der sowjetische Testpilot Alexander Konowalow überlebt einen Schleudersitzausstieg bei der größten dokumentierten Geschwindigkeit, bei Mach 2,6, in 18.000 m Höhe, als er sich über dem Flugplatz Sormowo mit einem KM-1 aus einer MiG-25R rettet. Er trägt dabei einen Druckanzug.[45] (Später wird ein Unfall mit einer damals noch geheimen Lockheed SR-71 am 25. Januar 1966 über New Mexico bekannt, den der Testpilot William A. Weaver als eines der beiden Besatzungsmitglieder überlebte, nachdem er bei Mach 3,18 auf einer Flughöhe von 22,9 km ohne Schleudersitz, aber mit Fallschirm aus dem Flugzeug geschleudert wurde.[46]).
- 3. Juni 1984: Bei einer Flugvorführung in Großostheim bei Aschaffenburg wird ein Zuschauer von einem (nach der Sitz-Mann-Trennung) herabstürzenden Schleudersitz erschlagen. Der Unfall ereignet sich, nachdem der Pilot Flt. Ltn. Nick Gilchrist aus seiner in Brand geratenen Hawker Siddeley Harrier notfallmäßig ausgestiegen war; er landete in einem Bierzelt und überlebte unverletzt.[47]

## Bilder
NASA-Test mit einem Dummy im Schleudersitz einer Northrop F/A-18, aus dem Stand abgeschossen.

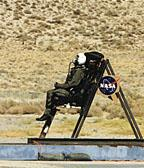
Startposition
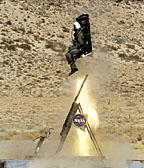
Abschuss
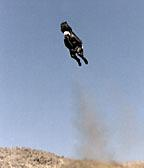
kurz nach dem Ausschuss
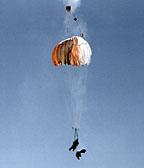
Hauptschirm öffnet sich, Sitz fällt ab
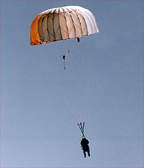
Landung am geöffneten Schirm

## Trivia
Im Alltagsleben wird der Begriff „Schleudersitz“ häufig verwendet, um eine Verantwortungsposition zu kennzeichnen, die man leicht wieder verlieren kann, z. B. weil die damit verbundene Aufgabe umstritten oder kaum lösbar ist. Häufig wird die Wendung z. B. im Zusammenhang mit Trainerposten im bezahlten Fußball verwendet. Das Wort „Schleudersitz“ ist in diesem Fall nicht metaphorisch zu verstehen, sondern vielmehr als reine Kombination der beiden Wortbestandteile „Sitz“ und „schleudern“ zu einem „Sitz, aus dem man (unfreiwillig) weggeschleudert werden kann“. In diesem übertragenen Zusammenhang wird somit die Rettungsfunktion eines realen Schleudersitzes nahezu in ihr Gegenteil verkehrt.
In dem Humphrey-Bogart-Film Des Teufels Pilot (Chain Lightning) wird die Idee einer Rettungskapsel, wie sie (abgesehen von dem Prototyp He 176) erst sehr viel später in der F-111 realisiert wurde, für die damalige Zeit erstaunlich realitätsnah vorweggenommen.